# Veda
Der Veda (auch Weda) oder die Veden (Sanskrit, m., वेद, veda „Wissen“, „heilige Lehre“) ist eine zunächst mündlich überlieferte, später verschriftlichte Sammlung religiöser Texte im Hinduismus. Viele hinduistische Strömungen überliefern eine grundlegende Autorität des Veda. Den Kern des Veda bildet die mündliche Tradition der Shruti, das sind von Rishis (Weisen) „gehörte“ Gesänge, also Offenbarungen.

## Die Tradition der Veden

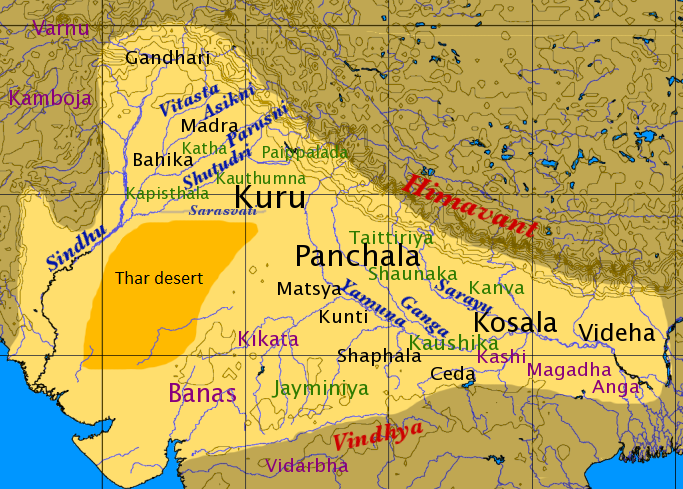
Karte zeigt die Regionen des „vedischen Indiens“ zur Eisenzeit in der Indus-Ganges-Brahmaputra-Ebene, in Grün sind die vermuteten Verbreitungsgebiete der einzelnen Shakha (Schulen) eingezeichnet

Da es sich um eine Tradition vedischer Gesänge handelt, deren exakte Rezitation wichtig war, wurden sie mit großer Genauigkeit mündlich überliefert. Das Wissen durfte ursprünglich nur nach einem Initiationsritus (upanayana) an „Zweimalgeborene“ (dvija) weitergegeben werden. Ab etwa dem 5. Jahrhundert n. Chr. wurden einzelne Verse vermutlich auch schriftlich aufgezeichnet, aber nach wie vor als brahmanisches Geheimwissen betrachtet. Noch bis in die Moderne blieben die Brahmanen skeptisch gegenüber dem Buchdruck vedischer Überlieferungen. Auch heute noch gibt es Brahmanen, die die Veden auswendig beherrschen.
Es gibt vier Veden: Rigveda, Samaveda, den weißen und den schwarzen Yajurveda und den Atharvaveda. (Mitunter werden die Agamas, aus denen sich die Tantra-Lehre entwickelt hat, als der fünfte Veda bezeichnet.)
Die Begriffe „Veda“ und „vedisch“ werden in Indien auch im weiteren Sinne mit der Bedeutung „Wissen“ verwendet und beziehen sich nicht nur auf die Tradition der vedischen Gesänge, sondern auf das religiöse und weltliche Wissen schlechthin (siehe auch Vedische Sprache).
Die Tradition der vedischen Gesänge wurde 2003 von der UNESCO in die Sammlung der Meisterwerke des mündlichen und immateriellen Erbes der Menschheit aufgenommen und 2008 in die Repräsentative Liste des immateriellen Kulturerbes der Menschheit übernommen.

## Zeitliche Einordnung
Frühvedische Zeit
Nach der Einwanderung der Arier (Arya) um 1500 v. Chr. in die nördlichen Flussebenen des Indus und des Ganges begann die frühvedische Zeit (1500–1000 v. Chr.). Sie folgte auf die Indus-Kulturen (ca. 3000–1800 v. Chr.; Amri, Nal, Quetta, Kulli und die bedeutendste, die Harappa-Kultur). Es herrschte eine Bauernkultur vor, mit Einzelhöfen, Viehherden und kaum Getreideanbau. Um 1200–1000 v. Chr. entstand als erste mündliche Sanskrit-Überlieferung die Rigveda, später die Sama-, Yajur- und die Atharvaveda. Verehrt wurden Rita, Varuna, Mitra, Indra und die Naturkräfte Ushas, Agni und Surya. Das wichtigste Opfer war das Soma-Opfer. Es bestand ein Glaube an Auferstehung mit Leben nach dem Tod.
Spätvedische Zeit
In der spätvedischen Zeit (800–600 v. Chr.) breitete sich die indogermanische Kultur der Arier, die aus den nordwestlichen Grassteppen kam, im Gangesgebiet aus. Sie dringt vor bis in die Gegend des heutigen Delhi. Indoarische Fürstentümer und Stämme kämpfen untereinander um Vormacht. Die Veden werden von Brahmanen als „vorwissenschaftliche Wissenschaft“ in der mündlichen Ritual-Literatur (Brahmanas) ausgelegt. In der mystischen Überlieferung der mündlichen Upanishaden (ab 800) werden die Veden von Brahmanen und von Laien ausgelegt. Die Upanishaden haben eine Beziehung zu den Brahmanas und führen später zum Yoga. Es hat sich eine heilige Kasten-Ordnung aus Kshatriyas (Krieger), Brahmanen (Priester), Vaishyas (Bauern), Shudras (Unterworfene) und Parias (Kastenlose) etabliert.

## Überlieferungsschichten

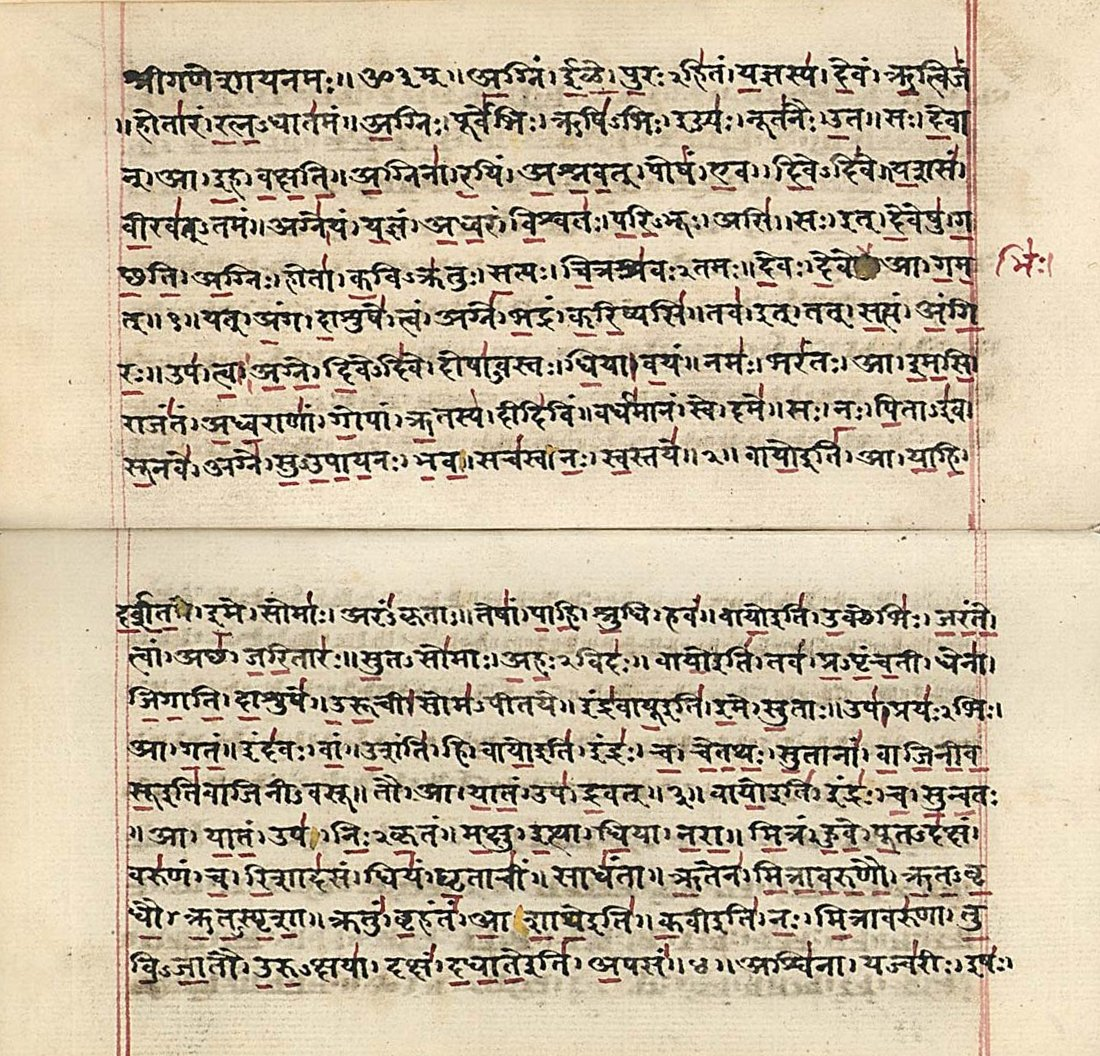
Rigveda in Sanskrit, Handschrift aus dem 19. Jahrhundert

### Frühvedische Zeit
Samhita-Stratum
Die älteste Schicht (ca. 1200 v. Chr. bis 900 v. Chr.) des Veda bilden die vier Samhitas (Sammlungen). Sie bilden den eigentlichen Kern des Veda:
- die Rigveda-Samhita: (Hymnen)
- die Samaveda-Samhita: (Lieder)
- die Yajurveda-Samhita, mit Vajasaneyi-Samhita (gehört zum weißen Yajur Veda), Maitrayani-Samhita (gehört zum schwarzen Yajur Veda): (Opferformeln)
- die Atharvaveda-Samhita: (magische Formeln)

### Spätvedische Zeit
Brahmana-Stratum
Die nächste vedische Schicht (ca. 800 v. Chr. bis 600 v. Chr.) bilden die Brahmanas (Ritualtexte, Auslegungen):
- z. B. das Aitereya-Brahmana (gehört zum Rigveda)
- z. B. das Shatapatha-Brahmana (gehört zum weißen Yajurveda)

Aranyaka-Stratum
Dazu kommen die Aranyakas („Waldtexte“):
- z. B. das Kaushitaki-Aranyaka (gehört zum Rigveda)
- z. B. das Taittiriya-Aranyaka (gehört zum schwarzen Yajurveda)

Upanishad-Stratum
Eine weitere Schicht (ca. 700 v. Chr. bis 500 v. Chr.) bilden die Upanishaden (philosophische, mystische Lehren). Jedoch werden nicht alle Upanishaden zum Veda gerechnet.
- z. B. die Aitereya-Upanishad (gehört zum Rigveda)
- z. B. die Chandogya-Upanishad (gehört zum Samaveda)
- z. B. die Taittiriya-Upanishad (gehört zum schwarzen Yajurveda)
- z. B. die Mundaka-Upanishad (gehört zum Atharvaveda)

Man muss berücksichtigen, dass diese Schichten nicht immer wirklich getrennt waren, da es sich um mündlich tradierte Überlieferungen handelte, die erst sehr viel später (ab 5. Jahrhundert n. Chr.) als Texte fixiert wurden. Der Name Brihadaranyaka-Upanishad macht deutlich, dass dieser sehr wichtige Text ein Aranyaka und eine Upanishad enthält. Die Brihadaranyaka-Upanishad ist wiederum Teil des Shatapathabrahmana. Vor allem bei Brahmanas, Aranyakas und Upanishaden gibt es starke Überschneidungen: die Chandogya Upanishad z. B. ist Teil des Chandogya Brahmana.

### Samhitas
Die Samhitas sind in einer frühen Form des Sanskrit überliefert, dem nach dem Veda benannten Vedischen. Sie enthalten vor allem Verse, die von den Priestern der vedischen Religion beim Opferzeremoniell gesprochen oder gesungen wurden. Die späteren Upanishaden benutzen Sanskrit.
Die Riksamhita (Rigveda) enthält 1028 Hymnen  in zehn Liederkreisen („Mandalas“) mit insgesamt über 10.000 Versen („ric“, daher der Name), der Samaveda (saman „Melodie“) umfasst fast ausschließlich Verse aus dem Rigveda, die nach liturgischen Gesichtspunkten anders angeordnet sind. Der Yajurveda ist in zwei Fassungen überliefert, dem „schwarzen“ (krishna) und dem „weißen“ (shukla) Yajurveda. Er ist in Prosa und enthält hauptsächlich Mantras (yajus „Opferspruch“). Der Atharvaveda überliefert neben altem auch jüngeres Material als die anderen Veden, in ihm finden sich viele Zaubersprüche und magische Hymnen.
Die ersten drei Veden werden nach indischer Tradition auch als „Dreifaches Wissen“, trayi vidya, bezeichnet, der Atharvaveda wurde erst später mit ihnen gleichgestellt. Nach westlicher Schätzung geschah dies vielleicht im 3. Jh. v. Chr., als die Atharvaveda-Samhita ihre feste Form erhielt. Die drei anderen Veden wurden bereits früher kanonisiert, für den Rigveda wird eine Entstehungszeit von ca. 1200 v. Chr. bis 900 v. Chr. angenommen. Im Hinduismus glaubt man jedoch, dass die Texte etliche Tausend Jahre älter sind.

### Brahmanas
An die vier Samhitas schließen sich weitere Texte an, die auch zur Shruti (und damit zum Veda im weiteren Sinne) gehören. Die Brahmanas sind in Prosa verfasste Ritualverse, die eine Opfer-Vorschriften entfalten. Nicht selten enthalten die Brahmanas auch ein Aranyaka und eine Upanishad.

### Aranyakas
Die Aranyakas („Waldtexte“) sind mystische Geheimlehren, die nicht im Dorf, sondern im Wald gelehrt wurden. Sie enthalten Opfersymbolik und priesterliche Philosophie. Ursprünglich handelte es sich meist um einzelne Kapitel der Brahmanas, die als Studium für das dritte Lebensstadium, den Vanaprastha (in der Waldeinsamkeit Lebender) gedacht waren, und später eigenständige Werke für die brahmanischen Schulen wurden.

### Upanishaden
Die Upanishaden (wörtl.: „sich um (den Lehrer) herum setzen“) sind spirituelle Erkenntnisse und „Geheimlehren“, die im direkten Austausch zwischen Lehrer und Schüler vermittelt wurden. Diese dürften zwischen 700 und 500 v. Chr. entstanden sein. In den Upanishaden wurde die Basis dessen formuliert, was auch noch Jahrhunderte später die Philosophie und Religion Indiens bestimmte: die Lehre von Atman und Brahman, Samsara und Karma. Insbesondere die 10 mukhya upanishads (Haupt-Upanishaden) haben den späteren Hinduismus geprägt.

## Andere Texte
Manchmal werden auch Texte der Smriti („Erinnertes“, der weltlichen Tradition zugehörige Texte) zum Veda hinzugezählt (wie das Mahabharata), hier besteht jedoch kein Konsens.
Zur Smriti schließlich zählen die Vedangas („Glieder des Veda“), das sind Hilfswissenschaften zum Verständnis und zur korrekten Überlieferung des Veda. Dazu gehören Phonetik, Metrik, Grammatik, Etymologie, Astronomie und Ritual.

## Forschung
International ist im Bereich Forschung die von Michael Witzel von der Harvard University herausgegebene Open-Access-Fachzeitschrift Electronic Journal of Vedic Studies relevant, die die internationalen Bemühungen zur Erforschung der Veden bündelt.